# شعب تسونغا
شعب تسونغا (فاتسونغا بلغة تسونغا) هم مجموعة عرقية من البانتو تعود أصولها أساسًا إلى جنوب الموزمبيق وجنوب أفريقيا (ليمبوبو ومبومالانغا). يتحدثون لغة تسونغا، وهي لغة بانتو جنوبية. يوجد عدد قليل جدًا من سكان تسونغا في زيمبابوي وإسواتيني الشمالية. يتشارك شعب تسونغا في جنوب أفريقيا بعض التاريخ مع شعب تسونغا في جنوب الموزمبيق؛ إلا أنها يختلفون ثقافيًا ولغويًا عن شعب تونغا في زامبيا وزيمباوي.

## تاريخ
تعود أصول شعب تسونغا إلى وسط وشرق أفريقيا بين العامين 200 و500 ميلادية، وقد هاجروا ذاهبًا وإيابًا إلى جنوب جنوب أفريقيا لأكثر من ألف عام. بدايةً، استقر شعب تسونغا في السهول الساحلية لشمال الموزمبيق، لكنه استقر في النهاية بمقاطعة ترانسفال وحول أجزاء من خليج سانت لوسيا في جنوب أفريقيا منذ أوائل العام 1300. من بين أقدم الروايات المكتوبة عن شعب تسونغا، تلك التي كتبها هنري فيليب جوند، والتي ذاع صيتها وحملت اسم «ماتيمو يا فاتسونغا (1498 – 1650» التي نشرت رسميًا في العام 1977، وتحدث فيها عن أولى ممالك تسونغا، قبل ذلك، أصدر هنري ألكسندري جوند الأكبر عمله بعنوان «حياة قبيلة من جنوب أفريقيا» والذي نشر في مجلدين في عامي 1912 و1913 ومن ثم أعيد نشره عام 1927.
تهيمن الهجرات المنفصلة على الحركات التاريخية لشعب تسونغا، حيث استقر شعب التيمبي في الأجزاء الجنوبية من سوازيلند نحو ستينيات القرن الرابع عشر، واستقر شعبا فانواناتي وفانيايي وفانيايي في منطقة ليمبوبو الشرقية بين أواخر العقد الأول من القرن الخامس عشر والعقد السادس من القرن السابع عشر. جرت بعدها هجرات منفصلة من أجزاء من الموزمبيق، لاسيما خلال القرن التاسع عشر. وفقًا لسجلات تاريخية تم الحصول عليها من البرتغاليين (الذين ربما كانوا أول الأوروبيين الذين وصلوا إلى الأراضي الأفريقية في القرن الخامس عشر) والمرسلين السويسريين الذين وصلوا إلى الموزمبيق وجنوب أفريقيا في القرن التاسع عشر، قابل البحارة البرتغاليون قبائل تسونغا بالقرب من ساحل الموزمبيق. من أولى القبائل التي تم التعرف عليها كانت «مبفومو» التي انتمت إلى عشيرة رهونغا ضمن إثنية تسونغا الأوسع نطاقًا، شملت القبائل التي تم التعرف عليها لاحقًا بين عامي 1500 و1650 فالينغا، وفاكوبي، وفاتونغا (نييمانا)، وفاتشوا، وفاندزاو.
عاش شعب فاتسونغا سابقًا نظامًا أشبه بالكونفدرالية، حيث استوطنت مجموعات مختلفة واستوعبت داخل منطقة معينة واعتمدت لغة مماثلة اختلفت على أساس الموقع الجغرافي (أي تشكلت لهجات بينهم). ظهرت لهجات مختلفة من لغة تسونغا منذ نحو القرن الثالث عشر أو نحو ذلك، مثل زيرهونغا، وزينوالونغا، وزيلانغانو، وزيبيلا، وزيلينغوي، وزيدجونغا. واحتلوا مناطق إقليمية كبيرة في جنوب الموزمبيق وأجزاء من جنوب أفريقيا، وفرضوا الجزية على من عمروا مناطقهم (كانت الجزية إما تأمينًا لمرورهم أو دفع البلاء عنهم). أدارت قبائل تسونغا أراضيها مثل كونفدرالية من خلال تنظيم أفواج على مجموعات مختلفة في منطقة ترانسفال الشمالية خلال فترة تأسيس زيمبابوي الكبرى، ومارست التجارة أيضًا. من بين تلك المجموعات كانت قبيلتا نكونا وفالوي اللتان وفرتا الجنود لمساندة مملكة مودجادجي؛  وقبيلتا نكوماتي ومابوندا اللتان زودتا قوات جيش جواو الباسيني (إمبراطورية زيبولونغو) بالأفواج. لدى شعب تسونغا عادة قديمة في قيادة قبائله، إذ يوجد زعيم كبير في طليعة القبيلة، ينظر إليه على أنه يتمتع بمركز يوازي مركز الملك. عاش شعب تسونغا وفقا لتلك العادات على مر العصور، وهم بالتعبير المجازي: «فوكوسي بيي بيلي نامبو»، والذي يعني «أن الملكية لا يمكن أن تعبر الحدود الإقليمية أو الأسرية».
في إطار نظام الفصل العنصري في جنوب أفريقيا، أنشئ «وطن» لشعب تسونغا، سمي غازانكولو بانتوستان، من جزء من مقاطعة ترانسفال الشمالية (التي تمثل اليوم مقاطعتي ليمبوبو ومبومالانغا) خلال العقد السابع من القرن العشرين، ومُنح الحكم الذاتي في العام 1973. اعتمد اقتصاد بانتوستان إلى حد كبير على الذهب وعلى قطاع صناعي محدود. لم يعش هناك سوى نحو 500 ألف فرد، أي أقل من نصف شعب تسونغا في جنوب أفريقيا. جاء إلى هناك كثير من أخرى من جنوب أفريقيا حول المراكز الحضرية، ولا سيما مدن جوهانسبرغ وبريتوريا.

## الاقتصاد
يقوم اقتصاد تسونغا التقليدي على الزراعة المختلطة والرعي. يعد نبات الكاسافا ركيز أساسي؛ إضافة إلى كل من الذرة، والدخن، والذرة البيضاء، وغيرها من المحاصيل. تقوم النساء بأغلب الأعمال الزراعية، في يعتني الرجال والشباب اليافعون بالحيوانات (قطعان الأبقار والخراف والماعز) كما يزرع بعض الرجال المحاصيل التي تدر المال. اليوم، يملك معظم التسونغا وظائف في جنوب أفريقيا وزيمبابوي.

## الثقافة
عادة ما يذهب رجال تسونغا إلى مدرسة الختان المسماة «ماتلالا» أو «نغوما» التي يعتبر من يرتاردها رجلًا. ترتاد الفتيات المراهقات مدرسة ابتدائية التي تطلق عليها نساء تسونغا اسم «كومبا»، وبالتالي يطلق على مرتاديها اسم «كومبا للمفرد، وتيكومبا للجمع». يسمح للعذاري فقط حضور المدرسة الابتدائية حيث يتعلمن أكثر عن حياة المرأة، ويكف يقمن بواجبهن في المجتمع، وأيضًا يتم تجهيزهن للزواج.
اكتسب شعب فاتسونغا الذي يعيش على طول نهر ليمبوبو في جنوب أفريقيا مؤخرًا قدرًا كبيرًا من الاهتمام النابع من موسيقاهم الرقمية التقليدية من فئة موسيقى لو-في التي يطلق عليها أسماء مثل تسونغا ديسكو، أو إليكترو، أو تسونغا ندزومبا. من بين رواد موسيقى الرقص التقليدية الأكثر شعبية أمثال جنرال إم دي شيريندا، وفاني مبفومو، وماتشوا بيمودا، وتوماس تشوكي، في حين انتشرت الأنواع التجريبية من ديسكو تسونغا ندزومبا على يد فنانين مثل جو شيريماني، وبني بيني، وبيتا تيانت، وبني ماينغاني. النوع الأكثر غربية من الموسيقى الذي يضم الكثير من الكلمات الإنجليزية، والأصوات المنسوخة، والمُركبات الصونية الثقيلة يدعى شانغان إلكترو في أوروبا، ومن رواده نوزينجا، وتشيتشا بويز، ودجي جي خوايا. اشتهر شعب تسونجا أيضا بعدد من الرقصات التقليدية مثل رقصات ماخوايا، وشيغوبو، وماتشونغولو، وشيغوبو، وماتشونغ ولو وشيبيلاني.

## المعتقدات التقليدية والمعالجون التقليديون
مثل معظم ثقافات البانتو، لدى شعب تسونغا اعتراف قوي بأجداده الذين يعتقد أن لهم تأثير كبير على حياة أحفادهم. يطلق على المعالجين التقليديين اسم نانغا. تزعم الأسطورة أن أول كهنة تسونغا في أراضي جنوب أفريقيا كانت امرأة تدعى نكومو وي لواندل (بقرة المحيط) ورجل يدعى دونغا مانزي (المياه الهائجة). ويقال إن أفعوانًا مائيًا ضخمًا، يدعى نزونزو، قبض عليهم وغمرهم في المياه العميقة. إلا أنهم لم يتعرضوا للغرق، بل عاشوا تحت الماء يتنفسون كالسمك. عندما ذبح أقرباؤهم بقرة لنزونزو، أطلق سراهم وخرجوا من الماء على ركبهم وأصبحوا كهنة أقوياء، بحوزتهم مجموعة متنوعة من الأعشاب ضات قدرة شفائية. أصبح نكومو وي لواندل ودونغا مانزي معالجين مشهورين ودربوا مئات النساء والرجال ليصبحوا كهنةً مثلهم.
عند التسونغا، تُفسر أعراض مثل الآلام المستمرة والعقم والاضطراب المتقطع على أنها علامات تدل على دخول روح غريبة إلى جسم الفرد. عند حصول ذلك، يستشير الفرد شخصًا من النانغا ليشخص له مرضه. إذا تأكد أن الأسلاف قد دعوا الشخص إلى أن يصبح نانغا، فإن هذا الشخص يبدأ عمله مساعدًا لأحد الكهنة الكبار الذي لن يقوم فقط بمداواة مرضه، وإنما أيضًا سيستدعي الأرواح ليدرب ذلك الشخص ليصبح كاهنًا بدوره. تُستعرض أسطورة أفعوان المياه خلال تأبين الكاهن، وذلك عبر غمره بالمياه في مراسم شعائرية ليخرجوا منها كهنة جدد.